# Maksymilian Wilimowski
Maksymilian Brunon Wilimowski (ur. 7 października 1886 w Siemianowicach, zm. 3 lipca 1951  w Jastrzębiu-Zdroju) – polski działacz niepodległościowy i narodowy na Górnym Śląsku, doktor medycyny, chirurg, oficer lekarz Wojska Polskiego.

## Życiorys

### Młodość i edukacja
Urodził się 7 października 1886 roku w Siemianowicach w rodzinie majstra murarskiego Józefa i Anny z Rudkowskich. Ukończył Gimnazjum w Katowicach (późniejsze III Liceum Ogólnokształcące im. A. Mickiewicza w Katowicach), należąc w tym okresie do Towarzystwa Tomasza Zana, które było konspiracyjnym kółkiem samokształceniowym.
W 1908 roku rozpoczął studia medyczne na Uniwersytecie Wrocławskim. Tam związał się z powołanym w 1887 roku w Krakowie Związkiem Młodzieży Polskiej „Zet” i wkrótce został członkiem Koła Braterskiego – najwyższej komórki organizacyjnej związku we Wrocławiu. W latach 1909–1911 z ramienia „Zet-u” pełnił funkcję Komisarza Oświatowego dla Górnego Śląska. Utrzymywał kontakty z działaczami polskimi, m.in. z dr. Józefem Rostkiem i dr. Feliksem Białym. W 1911 roku pruskie władze wytoczyły mu proces za przechowywanie polskich książek – w tej sytuacji przeniósł się do Fryburga, gdzie tego rodzaju działania nie były karalne i tam kontynuował studia. Dyplom lekarza uzyskał w 10 sierpnia 1914 roku we Wrocławiu.
Po studiach rozpoczął pracę jako asystent w Klinice Chirurgicznej Uniwersytetu Wrocławskiego. Pod koniec 1917 roku m.in. z inicjatywy Emila Cyrana i Maksymiliana Wilimowskiego założono Towarzystwo Oświaty na Śląsku im. św. Jacka. 15 grudnia 1917 roku został wcielony do Armii Cesarstwa Niemieckiego, gdzie służył jako lekarz w szpitalach polowych na froncie zachodnim. Po demobilizacji 1 grudnia 1918 roku powrócił do Wrocławia. Tam 3 maja 1919 roku uzyskał stopień doktora medycyny.

### Okres powstań śląskich i lata międzywojenne

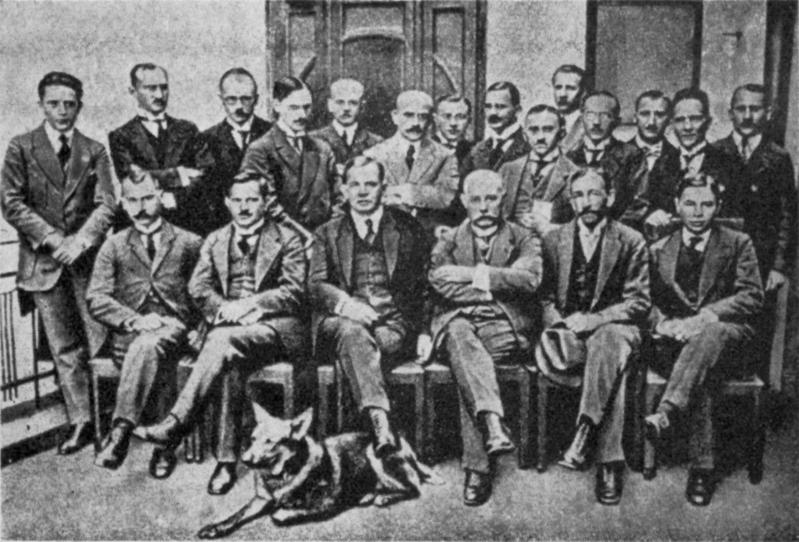
Zdjęcie członków Polskiego Komisariatu Plebiscytowego z około 1921 roku; Maksymilian Wilimowski stoi pomiędzy siedzącymi przed nim na drugim i trzecim miejscu od prawej strony Kazimierzem Niegolewskim i Maksymilianem Hanke

10 maja 1919 roku został zmuszony wraz z innymi Polakami do opuszczenia Uniwersytetu Wrocławskiego, po czym udał się do Poznania i tam wstąpił do Wojska Wielkopolskiego, otrzymując stopień lekarza kapitana. Tam też został asystentem w Szpitalu Miejskim, działając równocześnie w Komitecie Pomocy dla Kresów Wschodnich i Górnego Śląska przy Radzie Narodowej w Poznaniu.
Po wybuchu I powstania śląskiego przybył do Sosnowca, gdzie opiekował się rannymi i sprawował opiekę lekarską nad obozami uchodźców z Górnego Śląska. Tam też kierował Wydziałem Oświaty Komisariat Rad Ludowych na Śląsku z siedzibą w Sosnowcu. W latach 1919–1921 współpracował z Polską Organizacją Wojskową Górnego Śląska.
W październiku 1919 roku powstał Generalny Sekretariat Plebiscytowy, w którym znalazł się w jego ścisłym kierownictwie wraz z Konstantym Wolnym i Edwardem Rybarzem. W latach 1920–1921 kierował różnymi strukturami Polskiego Komisariatu Plebiscytowego Bytomiu – w tym od 1920 roku jako kierownik wydziału wychowania fizycznego. Działalność wydziału obejmowała m.in. wspieranie polskich towarzystw i organizacji na Górnym Śląsku czy tworzenie klubów sportowych i opiekę nad nimi. 4 stycznia 1920 roku założono klub sportowy Polonia Bytom. Wówczas to odbyło się zebranie, w którym szczególną aktywnością prócz Maksymiliana Wilimowskiego wykazali się Alojzy Budniok i Edmund Grabianowski.
Podczas II powstania śląskiego kierował wraz z dr Marią Rajdą Harcerskim Pogotowiem Sanitarnym. Podczas III powstania śląskiego był on początkowo lekarzem w katowickim I Pułku, następnie doradcą chirurgicznym Szefa Sanitarnego Naczelnej Komendy Wojsk Powstańczych, a pod koniec komendantem Głównego Szpitala Wojsk Powstańczych w Mysłowicach.
Po przyłączeniu części Górnego Śląska do Polski w 1922 roku objął kierownictwo szpitala oo. Bonifratrów w Bogucicach (późniejsza część Katowic), a w 1927 roku został dyrektorem Szpitala Miejskiego w Katowicach przy ulicy Raciborskiej. W latach międzywojennych działał aktywnie m.in. w zarządzie Polskiego Towarzystwa Szpitalnictwa w Warszawie czy w Polskim Czerwonym Krzyżu. Był prezesem Towarzystwa Lekarzy Polaków na Śląsku i wiceprezesem Śląskiej Izby Lekarskiej. Był autorem prac z zakresu chirurgii i medycyny pracy. Ponadto wszedł on do zarządu powołanego 15 lipca 1922 roku Towarzystwa Przyjaciół Teatru Polskiego i był zastępcą członka Senatu RP IV kadencji.
W 1934, jako kapitan lekarz pospolitego ruszenia pozostawał w ewidencji Powiatowej Komendy Uzupełnień Katowice. Posiadał przydział do Kadry Zapasowej 10 Szpitala Okręgowego w Przemyślu.

### II wojna światowa i lata powojenne

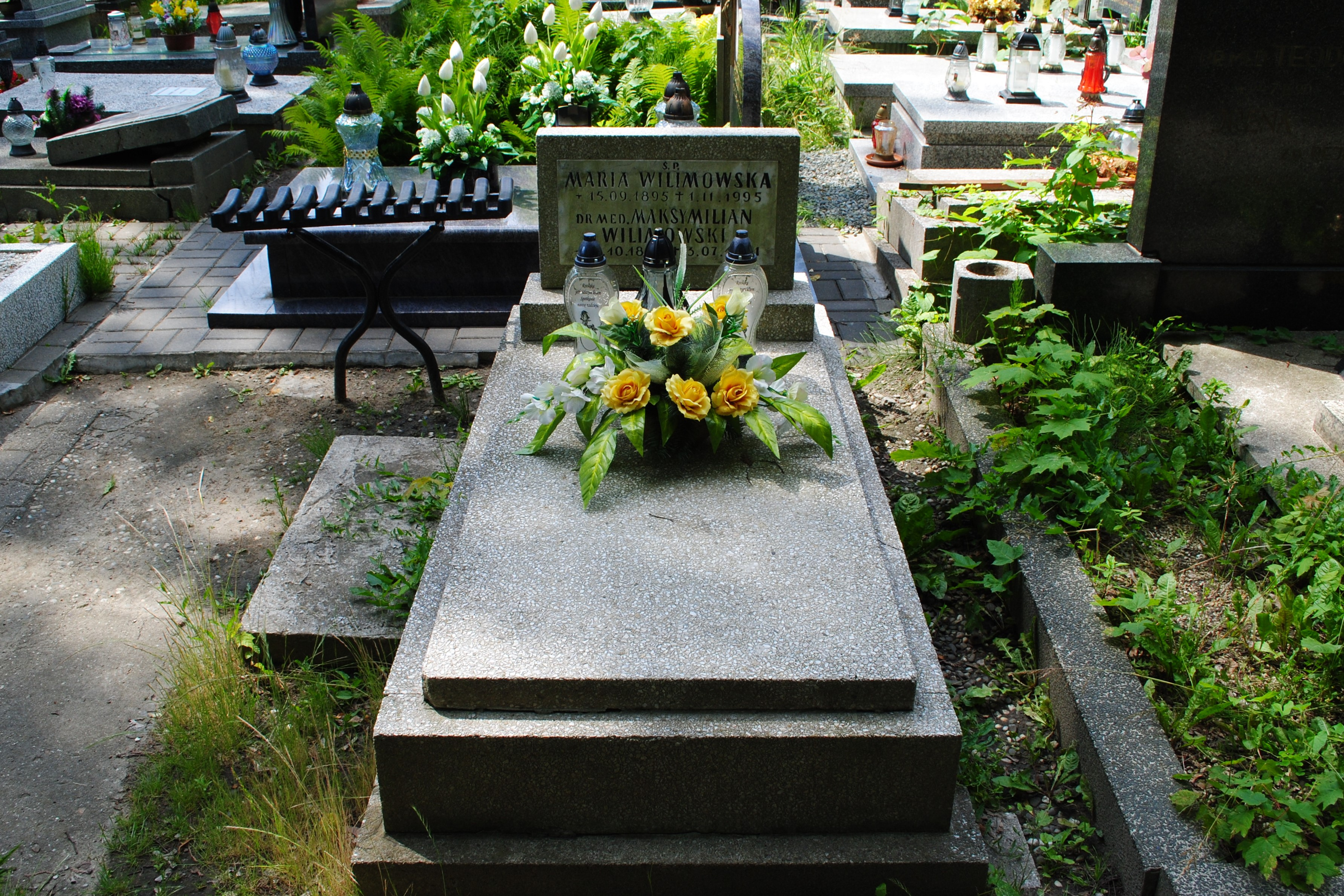
Nagrobek Marii i Maksymiliana Wilimowskich na cmentarzu przy ulicy Francuskiej w Katowicach

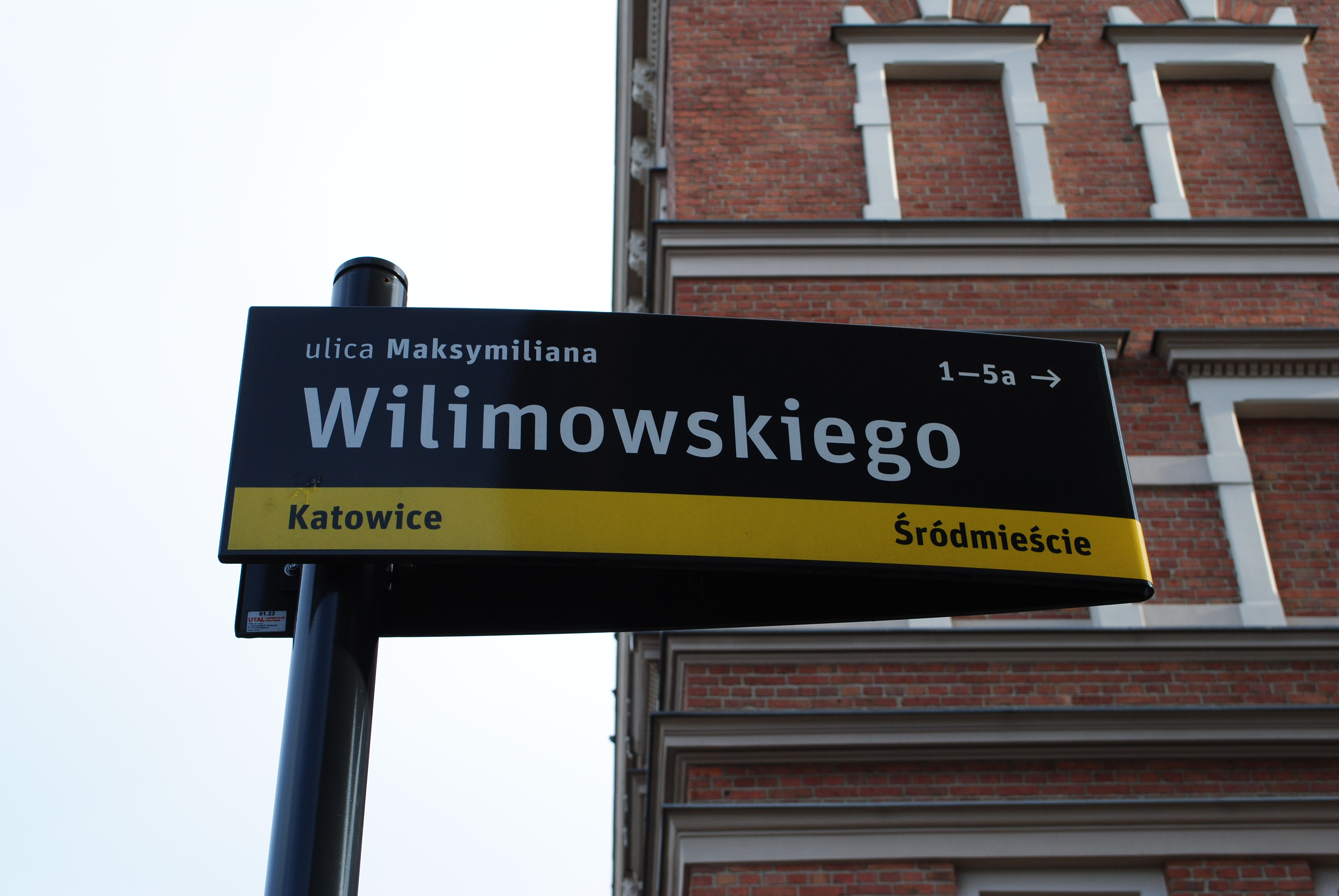
Tabliczka katowickiego Systemu Informacji Miejskiej z nazwą ulicy Maksymiliana Wilimowskiego (2023)

Kilka miesięcy przed wybuchem II wojny światowej Urząd Policji Kryminalnej III Rzeszy opracował Sonderfahndungsbuch Polen – listę polskiej inteligencji, na której znalazły się m.in. 352 osoby związane z Katowicami (w tym Maksymilian Wilimowski), których Niemcy planowali aresztować. W czasie okupacji był przez Niemców poszukiwany i ukrywał się w Krakowie bądź też opuścił Górny Śląsk w obawie przed represjami i osiadł w Krakowie gdzie pracował jako lekarz w Ubezpieczalni Społecznej. 
Po II wojnie światowej powrócił do Katowic, gdzie ponownie w 1945 roku objął stanowisko dyrektora Szpitala Miejskiego w Katowicach. Po wojnie został także lekarzem kolejowym i członkiem komisji lekarskiej pierwszej instancji przy starostwie oraz komisji odwoławczej przy Izbie Skarbowej w Katowicach. W latach 1945–1951 pełnił funkcję przewodniczącego Śląskiego Towarzystwa Lekarskiego.
Zmarł 3 lipca 1951 roku w Jastrzębiu-Zdroju. Został on pochowany na cmentarzu parafii Niepokalanego Poczęcia Najświętszej Maryi Panny przy ulicy Francuskiej w Katowicach (aleja główna, miejsce C1A-124).

## Życie prywatne
W 1923 roku poślubił Marię z d. Sworowska. W 1924 roku urodził się ich syn Marian Wilimowski – profesor nauk medycznych, rektor Akademii Medycznej we Wrocławiu w latach 1981–1987.

## Ordery i odznaczenia
- Krzyż Niepodległości – 15 kwietnia 1932 „za pracę w dziele odzyskania niepodległości”[14][3][15],
- Krzyż Kawalerski Orderu Odrodzenia Polski[4],
- Złoty Krzyż Zasługi dwukrotnie[4]
- Krzyż na Śląskiej Wstędze Waleczności i Zasługi[16].

## Upamiętnienie
- Dąb na alei polskiego dziedzictwa Śląska w Katowicach, na terenie dzielnicy Janów-Nikiszowiec[17],
- Ulica Maksymiliana Wilimowskiego w Katowicach[2], na obszarze dzielnicy Śródmieście (łącznik ulic Raciborskiej i Kozielskiej)[18].